# Tina Gerts
Tina Gerts (* 1978 als Christina Gerts in Gifhorn) ist eine deutsche Politikerin (Bündnis 90/Die Grünen). Von Oktober 2001 bis März 2003 war sie Sprecherin der Grünen Jugend, der Jugendorganisation der Partei. 

## Leben
1998 machte sie ihr Abitur an der Humboldt-Oberschule Berlin. Von 1998 bis 2006 studierte sie an der Humboldt-Universität zu Berlin und schloss als Diplom-Sozialwissenschaftlerin ab.
Im Jahr 2000 wurde sie Mitglied der Grünen Jugend.
Von 2001 bis 2003 war sie Sprecherin der Grüne Jugend.
Von Januar 2007 bis Januar 2009 war sie Büroleiterin von Malte Spitz und Mitglied im Bundesvorstand von Bündnis 90/Die Grünen.
Ab Oktober 2008 absolvierte sie ein Promotionsstudium an der Humboldt-Universität zu Berlin.
Ab 2009 war sie Mitglied im Landesvorstand von Bündnis 90/Die Grünen Berlin.
Von Juni 2009 bis Oktober 2009 war sie Referentin für Demografie der Bundestagsfraktion Bündnis 90/Die Grünen.
Ab Januar 2010 war sie wissenschaftliche Mitarbeiterin von Agnieszka Malczak, MdB.